# Березівська сільська рада (Маньківський район)
Березі́вська сільська́ ра́да — колишня адміністративно-територіальна одиниця та орган місцевого самоврядування в Маньківському районі Черкаської області. Адміністративний центр — село Березівка.

## Загальні відомості
- Населення ради: 615 осіб (станом на 2001 рік)

## Населені пункти
Сільській раді були підпорядковані населені пункти:
- с. Березівка

## Склад ради
Рада складалася з 15 депутатів та голови.
- Голова ради: Писарець Тамара Олександрівна
- Секретар ради: Заїчко Галина Антонівна

### Керівний склад попередніх скликань
| Прізвище, ім'я, по батькові   | Основні відомості                                                 | Дата обрання | Дата звільнення |
| ----------------------------- | ----------------------------------------------------------------- | ------------ | --------------- |
| Буртовий Олексій Ісакович     | Сільський голова, 1954 року народження, член Народної партії      | 26.03.2006   | 31.10.2010      |
| Писарець Тамара Олександрівна | Сільський голова, 1964 року народження, освіта вища, позапартійна | 31.10.2010   |                 |

Примітка: таблиця складена за даними сайту Верховної Ради України

### Депутати
За результатами місцевих виборів 2010 року депутатами ради стали:

#### За суб'єктами висування
| Суб'єкт висування                                       | Кількість обраних депутатів | %    |
| ------------------------------------------------------- | --------------------------- | ---- |
| Самовисування                                           | 8                           | 53,3 |
| Комуністична партія України                             | 3                           | 20   |
| Політична партія Всеукраїнське об'єднання «Батьківщина» | 2                           | 13,3 |
| Партія регіонів                                         | 1                           | 6,7  |
| Соціалістична партія України                            | 1                           | 6,7  |

#### За округами
| № округу                                                | Прізвище, ім'я, по батькові         | Дата визнання обраним | Освіта             | Партійна приналежність                        | Відомості про обраного депутата                                                                      |
| ------------------------------------------------------- | ----------------------------------- | --------------------- | ------------------ | --------------------------------------------- | --- |
| Комуністична партія України                             |                                     |                       |                    |                                               | |
| 2                                                       | Драган Валентина Афонівна           | 03.11.2010            | вища               | член Комуністичної партії України             | Березівська загальноосвітня школа І-ІІ ст., вчитель                                                  |
| 6                                                       | Писарець Роман Федорович            | 03.11.2010            | вища               | член Комуністичної партії України             | фермерське господарство «Пролісок», голова                                                           |
| 13                                                      | Кващук Людмила Якимівна             | 03.11.2010            | вища               | позапартійна                                  | фермерське господарство «Берегиня», голова                                                           |
| Партія регіонів                                         |                                     |                       |                    |                                               | |
| 7                                                       | Заїчко Галина Антонівна             | 03.11.2010            | вища               | член Партії регіонів                          | Поштове відділення с. Березівка, завідувачка                                                         |
| Політична партія Всеукраїнське об'єднання «Батьківщина» |                                     |                       |                    |                                               | |
| 3                                                       | Данюк Галина Миколаївна             | 03.11.2010            | середня            | член Всеукраїнського об'єднання «Батьківщина» | Маньківський районний територіальний центр соціального обслуговування громадян, соціальний працівник |
| 15                                                      | Дишлюк Валентина Пилипівна          | 03.11.2010            | вища               | член Всеукраїнського об'єднання «Батьківщина» | Поштове відділення с. Березівка, листоноша                                                           |
| Соціалістична партія України                            |                                     |                       |                    |                                               | |
| 11                                                      | Постоловська Світлана Володимирівна | 03.11.2010            | вища               | член Соціалістичної партії України            | Кооператив «Дружба», бухгалтер                                                                       |
| Самовисування                                           |                                     |                       |                    |                                               | |
| 1                                                       | Палій Катерина Володимирівна        | 03.11.2010            | вища               | позапартійна                                  | Березівська загальноосвітня школа І-ІІ ст., вчитель                                                  |
| 4                                                       | Саварська Наталія Денисівна         | 03.11.2010            | середня            | позапартійна                                  | СТОВ «Відродження», різноробоча                                                                      |
| 5                                                       | Фера Тетяна Василівна               | 03.11.2010            | середня            | позапартійна                                  | СТОВ «Відродження», вагар                                                                            |
| 8                                                       | Швець Лариса Петрівна               | 03.11.2010            | середня спеціальна | позапартійна                                  | Дошкільний навчальний заклад с. Березівка, завідувачка                                               |
| 9                                                       | Безух Ольга Володимирівна           | 03.11.2010            | вища               | позапартійна                                  | Дошкільний навчальний заклад с. Березівка, вихователь                                                |
| 10                                                      | Сіренко Таїсія Олегівна             | 03.11.2010            | вища               | позапартійна                                  | Березівська сільська рада, бухгалтер                                                                 |
| 12                                                      | Мига Наталія Василівна              | 03.11.2010            | вища               | позапартійна                                  | Фельдшерсько-акушерський пункт с. Березівка, завідувачка                                             |
| 14                                                      | Буртова Олександра Григорівна       | 03.11.2010            | вища               | позапартійна                                  | Березівська сільська бібліотека, завідувачка                                                         |